# Шосе B2 (Намібія)
Шосе B2 — є важливим сполученням із заходу на схід між узбережжям Південної Атлантики та центральною частиною країни. Національна автомагістраль є ділянкою автомагістралей SADC Транс-Калахарі до Ботсвани та Волфіш-Бей-Ндола-Лубумбаші до Замбії.

## Маршрут
Національна дорога B2 починається в портовому містечку Волфіш-Бей і з’єднує найбільший порт Намібії та міжнародний аеропорт з національною мережею доріг. Пролягає зі сходу від центру міста далі на північ до 35-го км від Свакопмунда. До 2021 року B2 проходила на захід від поясу дюн, уздовж Атлантики, між двома містами. Вона перетнула 587 м завдовжки Свакопський міст у гирлі Свакопа в Південну Атлантику. Маршрут B2 згинається на захід у Свакопмунді та веде через Арандіс, повз відкритий рудник Рессінг і Шпіцкоппе, до Окаханджа. Закінчується після 320 км В2 з переходом на державну дорогу В1.
У 2021 році ділянку дороги B2, на схід від Свакопмунда до Волфіш-Бей, було перенесено на маршрут MR44 (на схід від поясу дюн) і було названо Dr. Хіфікепуньє Похамба.

## Галерея

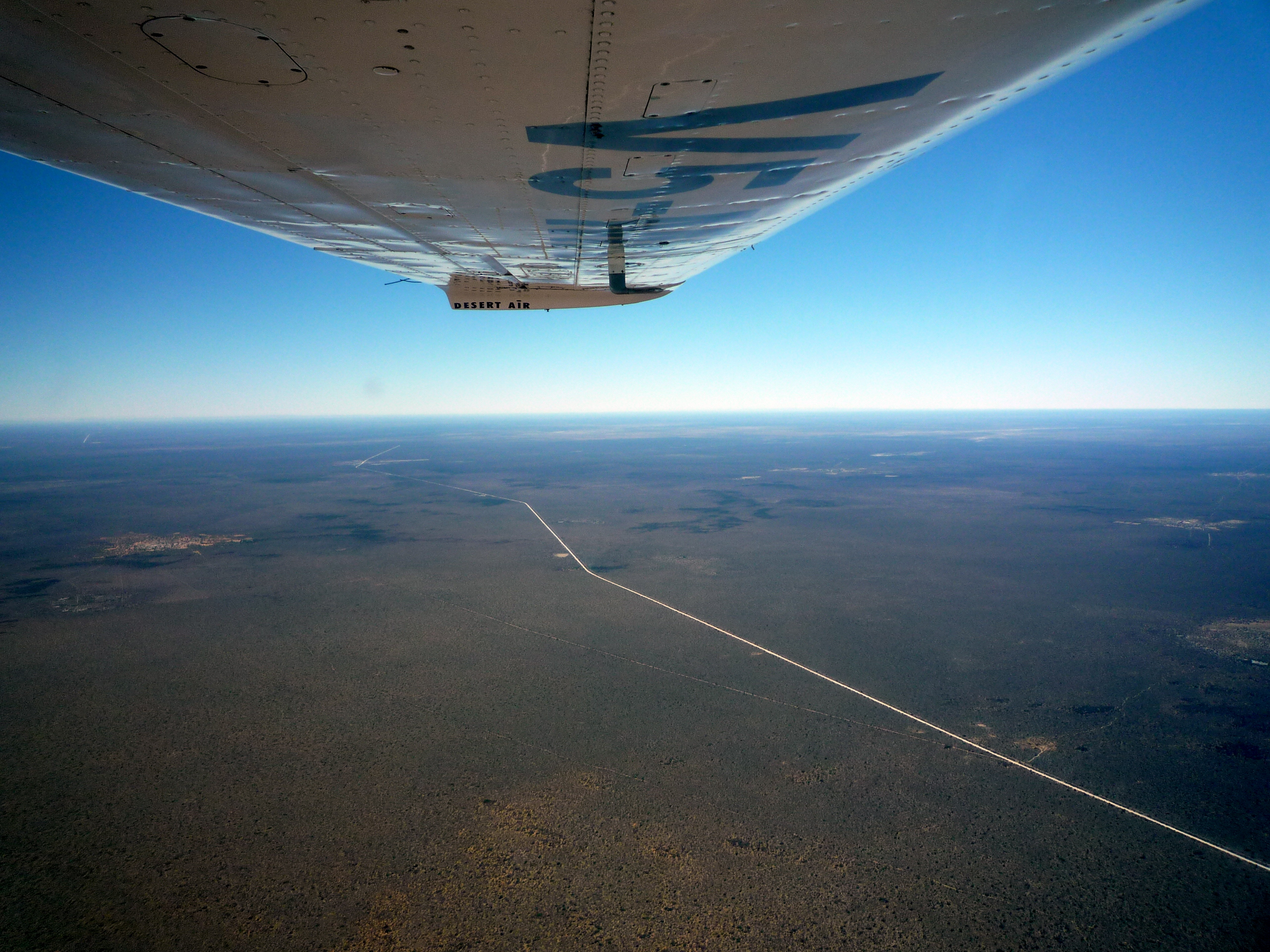
Вид з повітря між Омаруру та Карібібом
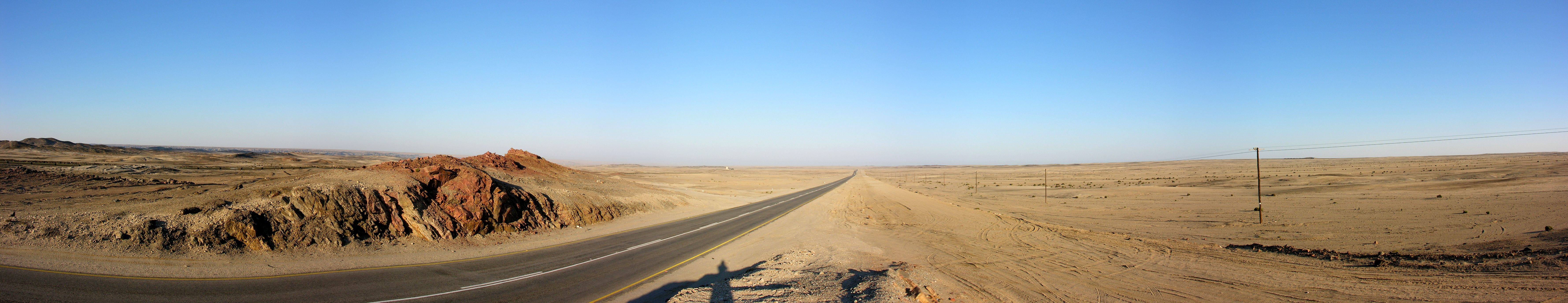
Панорама поблизу Свакопмунда
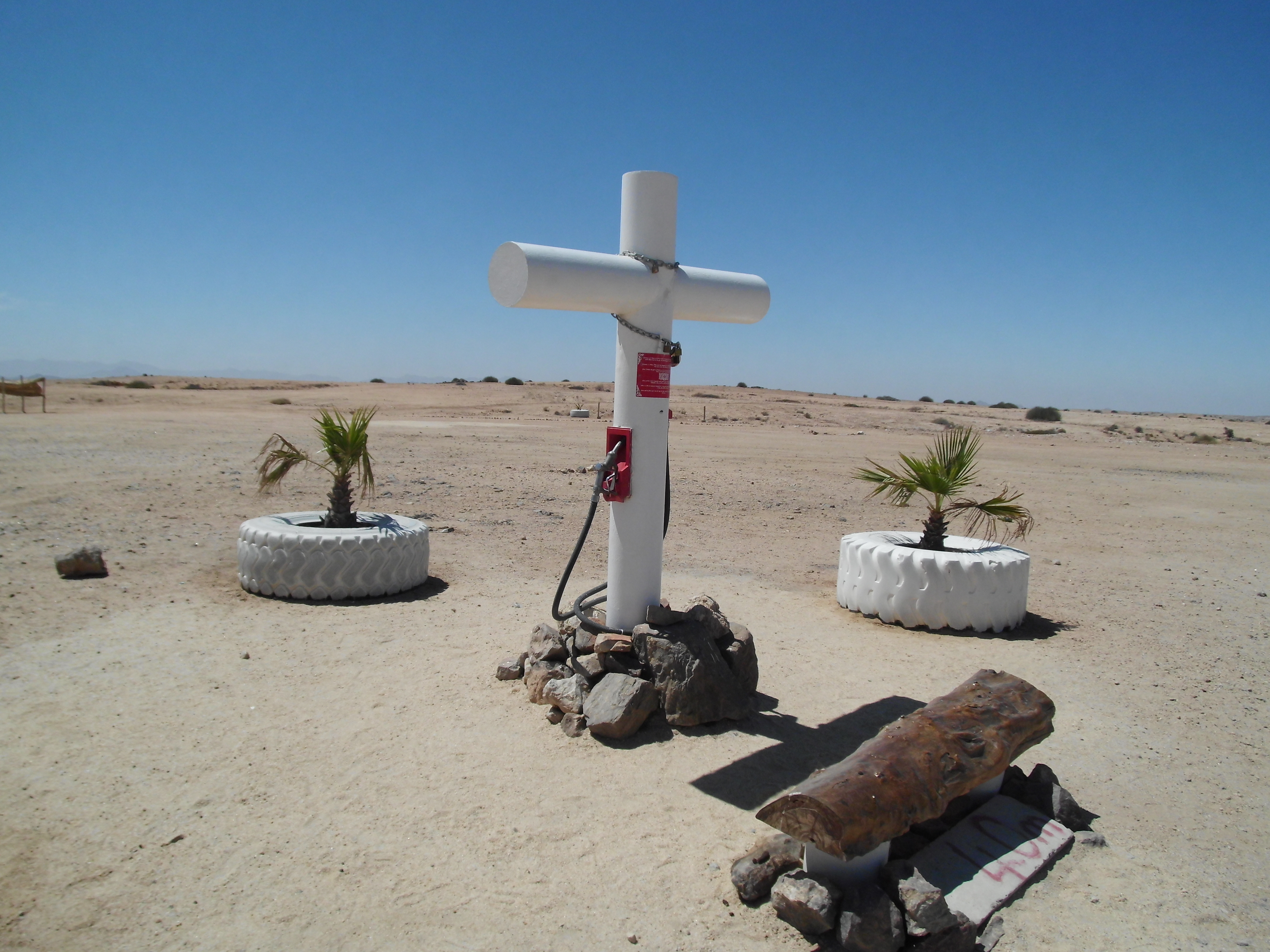
Меморіальний хрест на стоянці між Усакосом і Арандісом, приблизно за 68 км від Усакоса
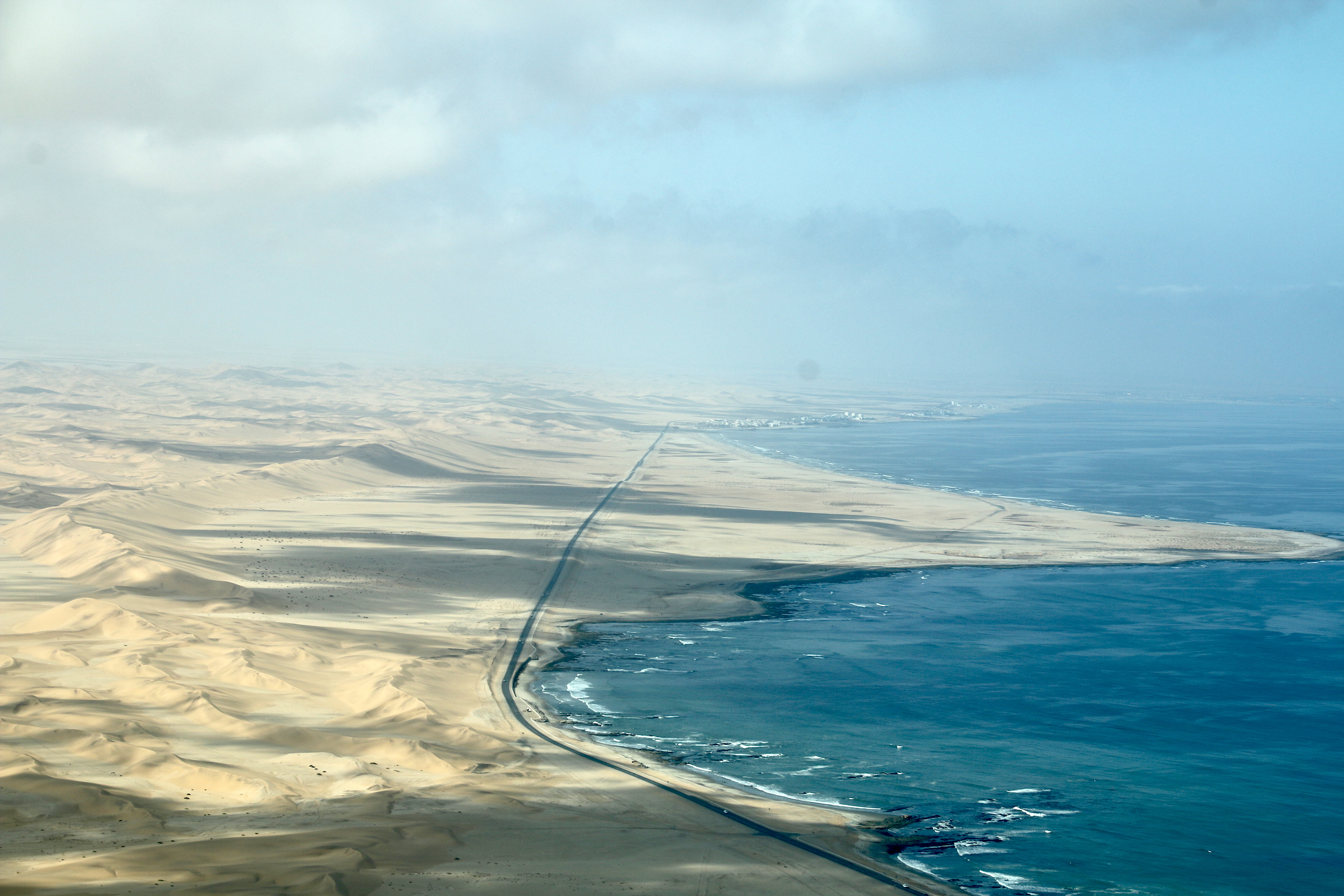
Траса B2 між Свакопмундом і Уолфіш-Бей (вид на південь) до 2021 року

## Дивись також
- Трансафриканська мережа автомагістралей